# Doğukan Arikan
Doğukan Arikan (* 5. September 2001 in Samsun) ist ein türkischer Radrennfahrer, der auf Straße und Bahn aktiv ist.

## Sportlicher Werdegang
Arikan wurde in Samsun geboren, seine Familie zog jedoch nach Giresun, wo er aufwuchs. Mit elf Jahren sah er ein Radsportteam beim Training und war so beeindruckt, dass er diesen Sport ebenfalls aufnehmen wollte. Er schrieb sich spontan in ein Rennen ein, das in seiner Heimatstadt organisiert wurde, und gewann es. Trotzdem musste er noch zwei Jahre warten, bis er in den örtlichen Radsportverein aufgenommen wurde. Er entwickelte sich zu einem guten Zeitfahrer und gewann von 2014 bis 2019 jeweils im Einzelzeitfahren bei den türkischen Schulmeisterschaften. 2017 war er Mitglied des türkischen Teams beim Europäischen Olympischen Jugendfestival. 2018 hatte er als Junior Erfolg bei den Balkan-Meisterschaften im Bahnradsport und war bei den Landesmeisterschaften Zweiter im Straßenrennen. Ebenfalls auf der Straße fuhr er mit der Nationalmannschaft einige Rennen im Junioren-Nationencup sowie in den Europameisterschaften 2018.
In der U23 konnte er zunächst nicht an die Erfolge anknüpfen, auch blieben seine Renneinsätze weitgehend auf die Türkei beschränkt, wobei die Türkei-Rundfahrt das höchstwertige Rennen war, an dem er teilnahm. 2023 wurde er türkischer U23-Meister im Einzelzeitfahren und vertrat das Land bei der EM 2023. Auf der Bahn gewann er bei den Balkan-Meisterschaften 2023 Titel im Omnium und im Punktefahren, diesmal in der Elite.
Im Juni 2024 gewann Arikan das Straßenrennen der in Aksaray ausgetragenen Landesmeisterschaften.

## Erfolge
2023
 Türkischer Meister (U23) – Einzelzeitfahren
2024
 Türkischer Meister – Straßenrennen